# Valkenswaard
Valkenswaard es una ciudad y un municipio al sur de los Países Bajos, en la provincia de Brabante Septentrional. El municipio se encuentra en la región natural de Kempen, una llanura arenosa de turbera y landa a ambos lados de la frontera con Bélgica. El 30 de abril de 2017 contaba con una población de 30.507 habitantes, con una superficie de 56,50 km ², de los que 1,15 km ² están ocupada por el agua, y una densidad de población de 555 h/km². 
El actual municipio fue creado en 1934 por la fusión de los primitivos municipios de Valkenswaard, Dommelen, y Borkel en Schaft que forman actualmente otros tantos núcleos de población.
El municipio fue conocido en el siglo XX por sus fábricas de tabaco y en la actualidad por la fábrica de cerveza Dommelsch, instalada en Dommelen, que con alguna otra industria ligera y el turismo constituyen la base de la economía local.

## Galería de imágenes

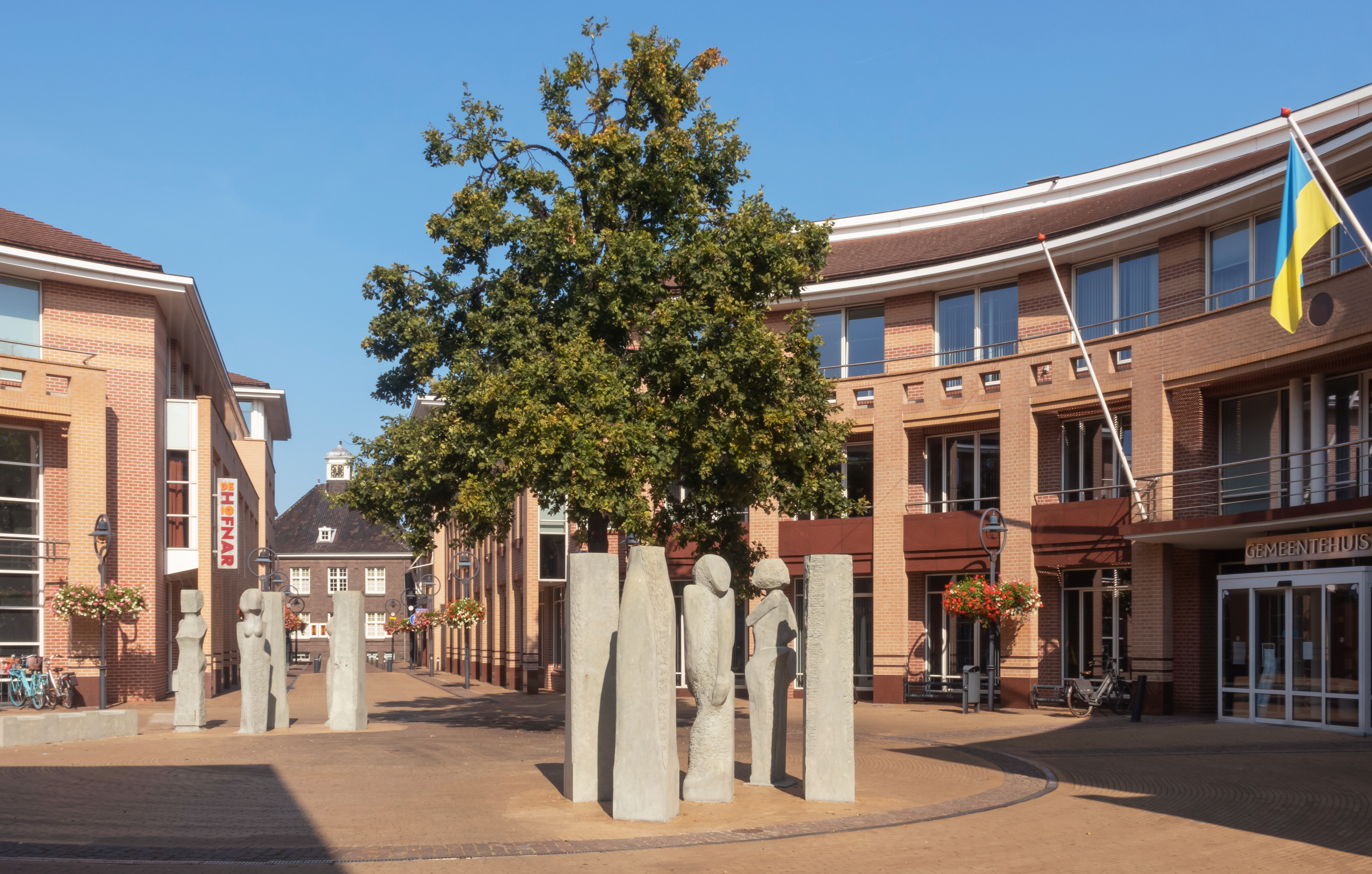
Las esculturas temporales en el Hofnar
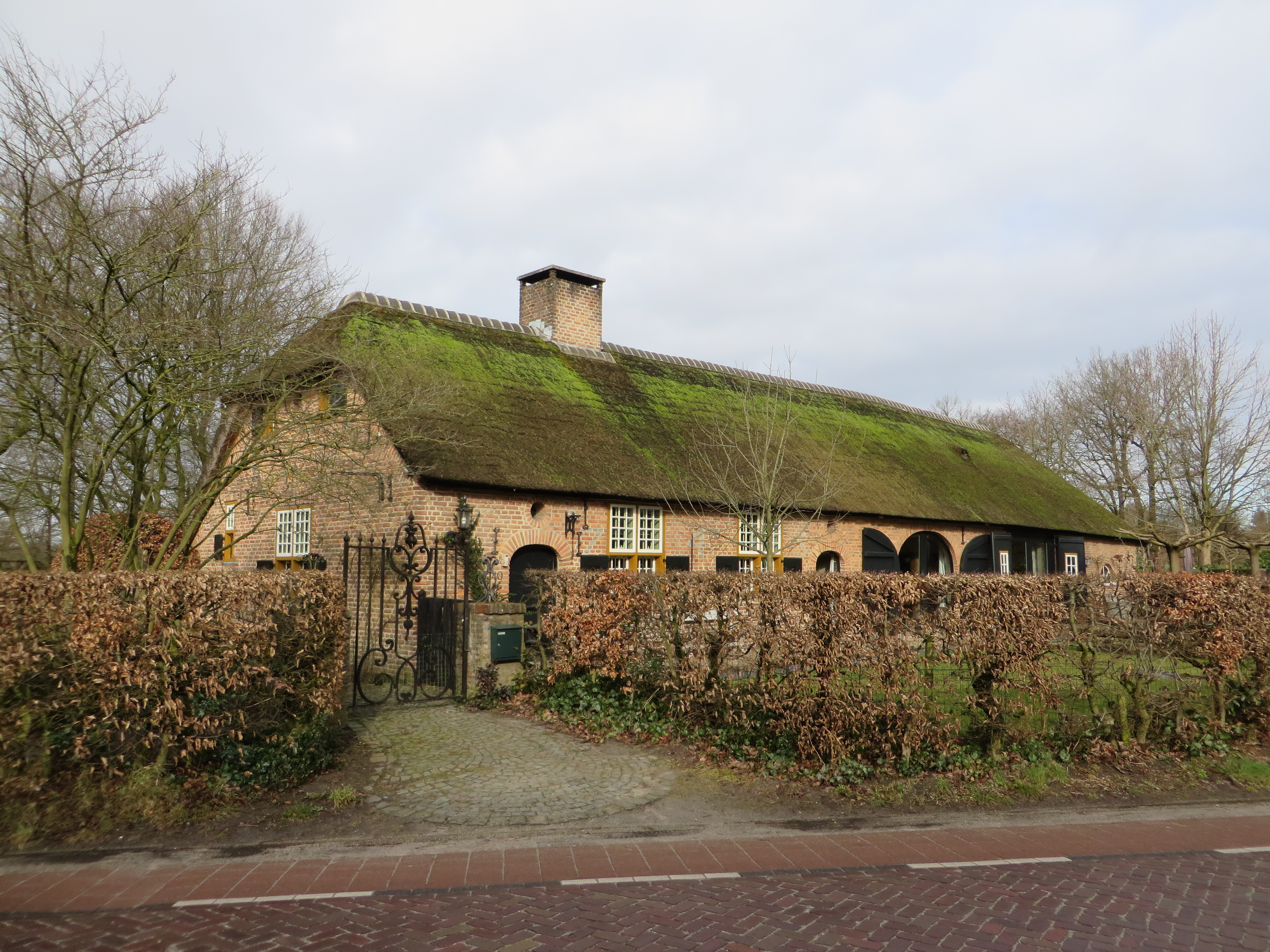
Una granja en Schaft
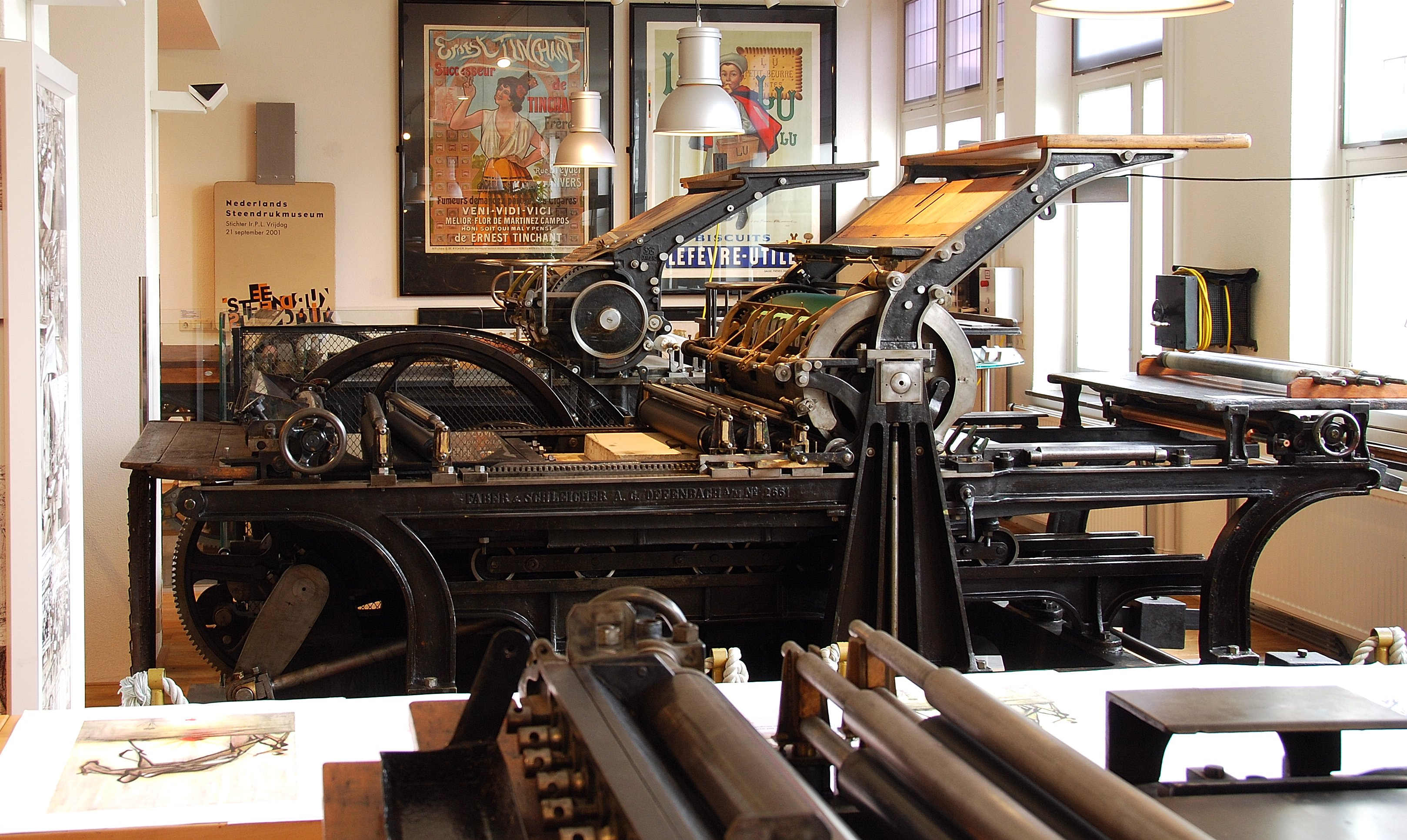
Una sala del Nederlands Steendrukmuseum, museo holandés de la litografía
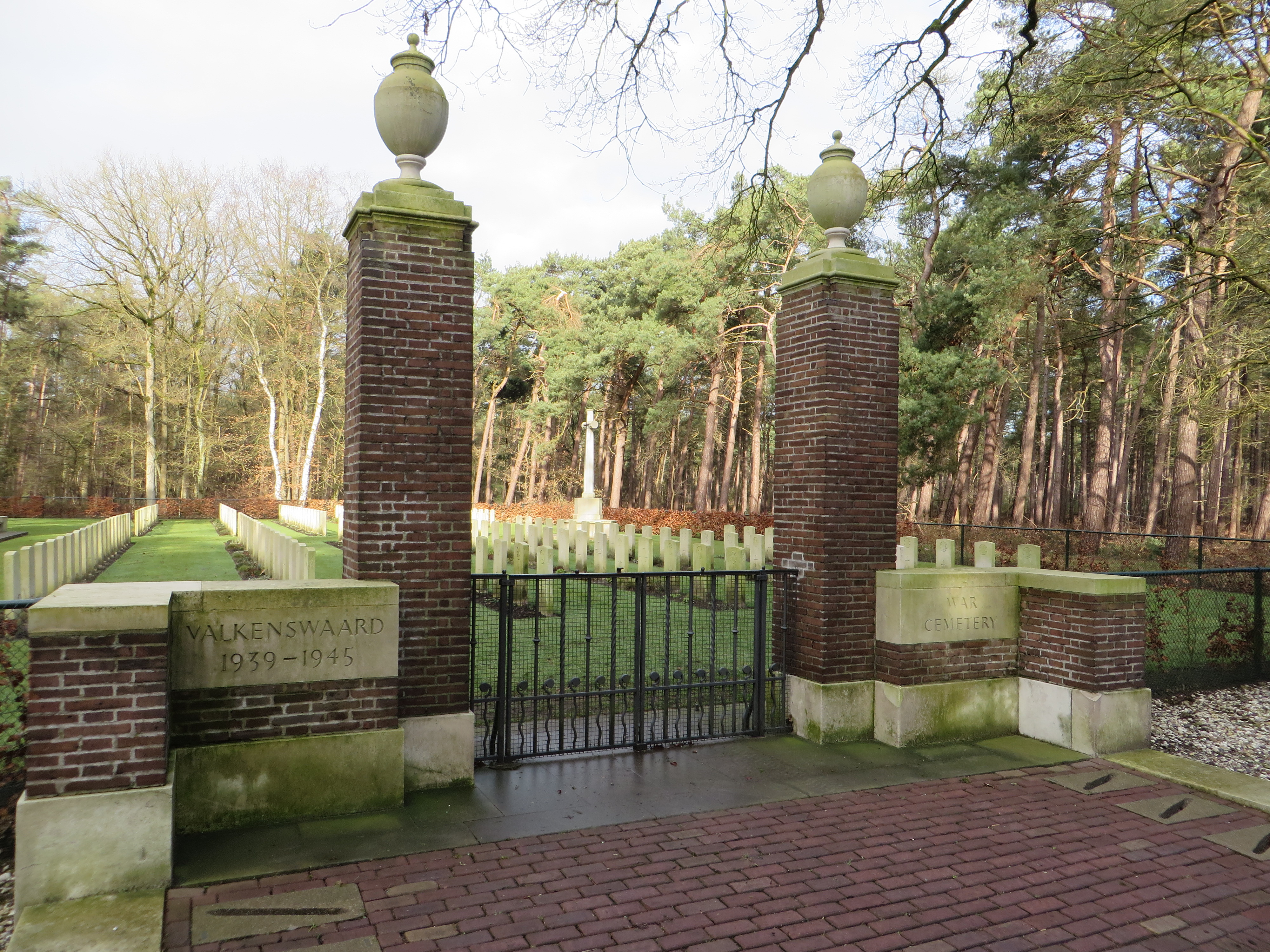
Valkenswaard, cementerio de guerra (1940-1945)
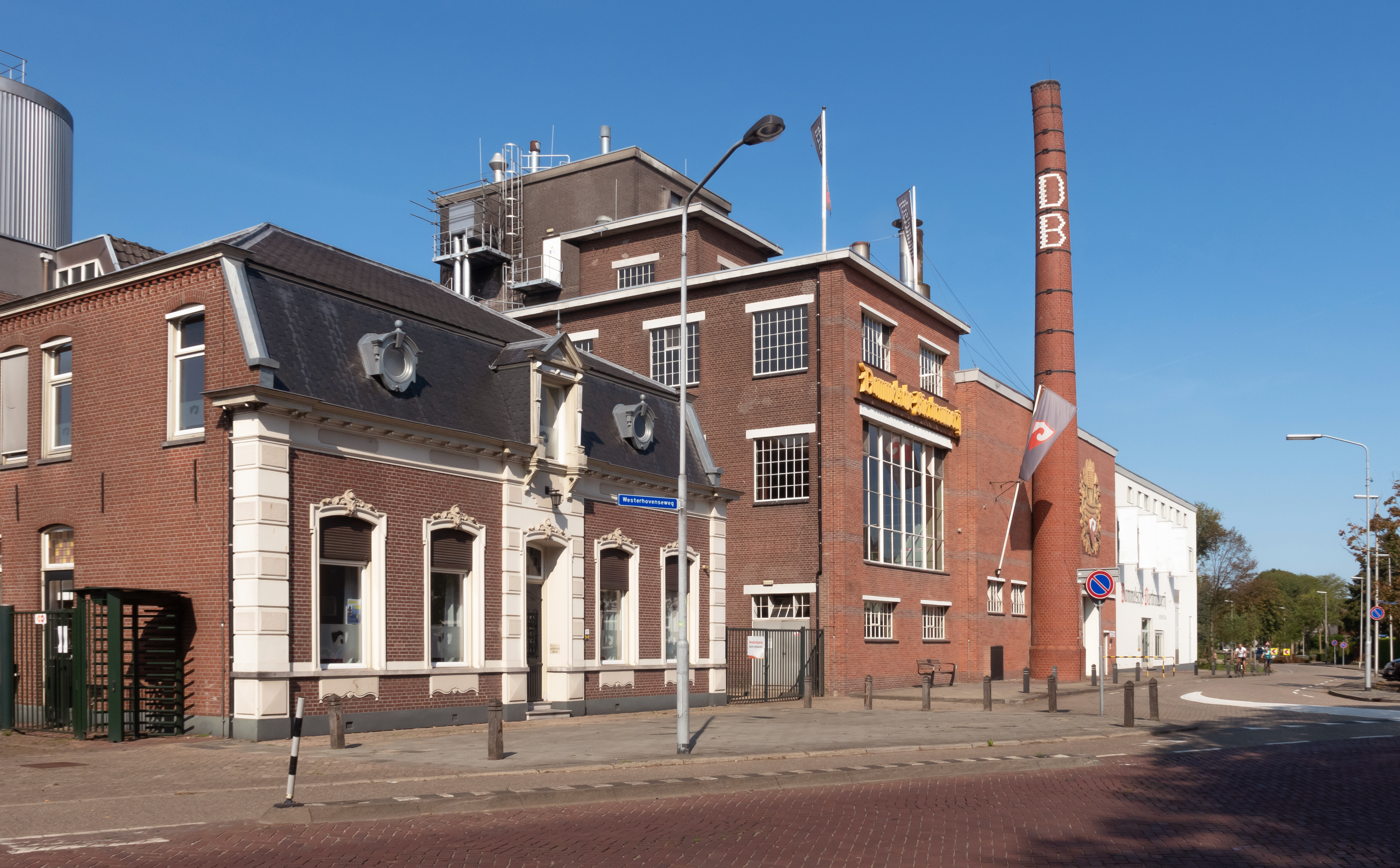
La cervecería Dommelsch en Dommelen
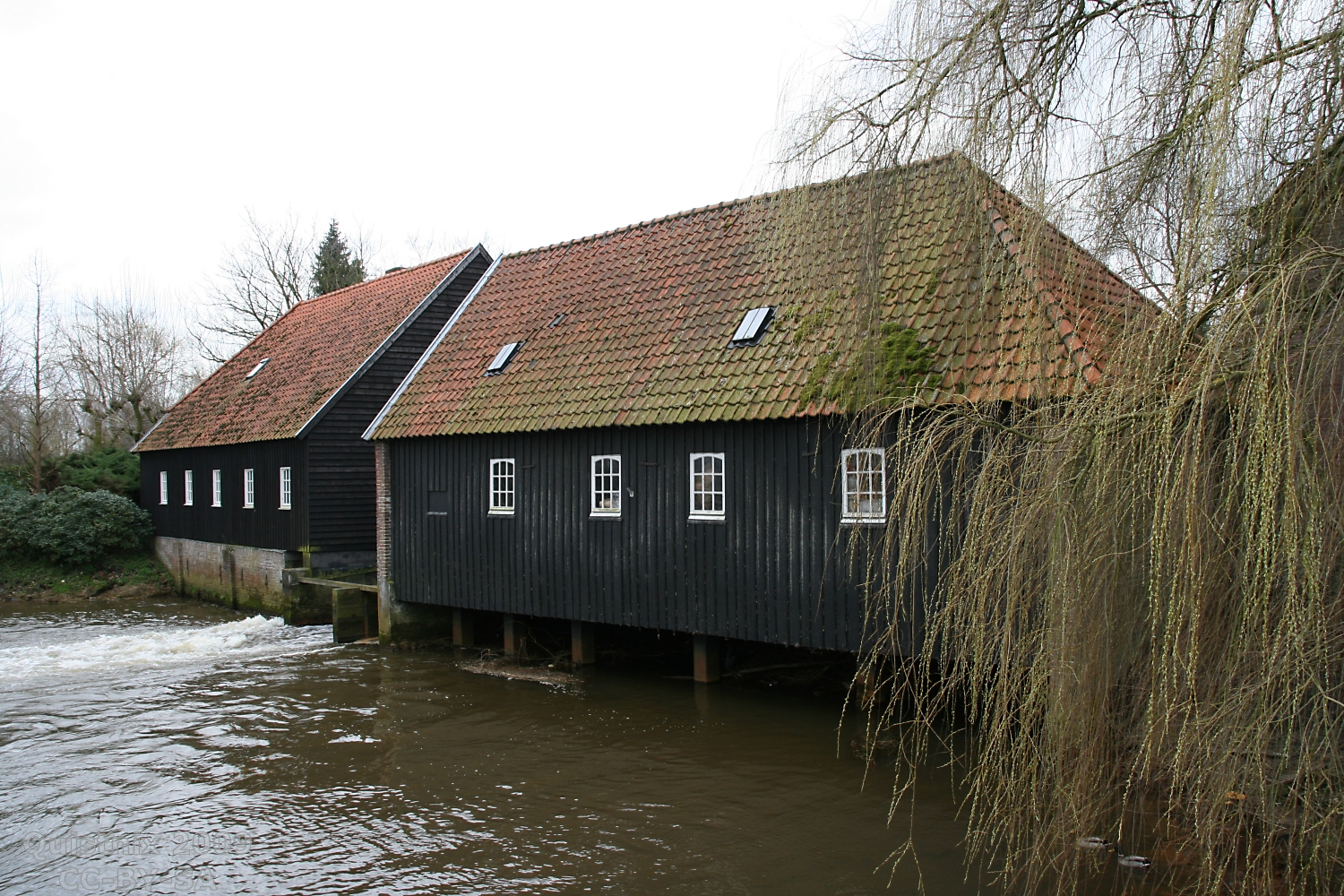
Molino de agua en Dommelen